# Mustela frenata
O furão (nome científico: Mustela frenata) é uma espécie de carnívoro pertencente à família Mustelidae, encontrado em todo o continente americano.